# Eleições no México
As Eleições no México ocorrem a cada três anos. O mandato dos governadores, senadores e do Presidente dura seis anos, o chamado "sexênio"; já o cargo de deputado, três anos.

## Sistema eleitoral

### Executivo
O Presidente é eleito para exercer um mandato de seis anos, sem uma reeleição consecutiva. Cada um dos 31 estados do México elegem um governador que, assim como o Presidente, exercem mandato de seis anos. O Distrito Federal elege um representante, o "Chefe de Governo" (Jefe de Gobierno), cuja autoridade se estende sobre as delegações do Distrito Federal - como um prefeito.  

### Legislativo
O Congresso da União é composto pelo Senado e Câmara de Deputados, respectivamente as câmaras alta e baixa do sistema bicameral. A Câmara possui 500 membros: 300 são eleitos por voto distrital e os 200 restantes, por representação proporcional em 5 estados da União. Em 1996, ficou estabelecido que um partido não pode ter mais de 8% de seus parlamentares eleitos por representação proporcional. O Senado possui 128 membros, eleitos para exercer o "sexênio", dos quais 96 são eleitos em voto distrital, correspondente aos 31 estados e ao Distrito Federal. Os 32 restantes são eleitos por representação proporcional a nível nacional. 